# Anastathma callichrysa
Anastathma callichrysa är en fjärilsart som beskrevs av Edward Meyrick 1886. Anastathma callichrysa ingår i släktet Anastathma och familjen äkta malar.
Artens utbredningsområde är Fiji. Inga underarter finns listade i Catalogue of Life.